# Испания на зимних Олимпийских играх 1972
Испания принимала участие в зимних Олимпийских играх 1972 года в Саппоро (Япония) в восьмой раз за свою историю и завоевала одну золотую медаль — свою первую медаль на зимних Олимпиадах.
Знаменосцем на церемонии открытия олимпиады выступил Франсиско Фернандес-Очоа.

## Золото
- Горнолыжный спорт, мужчины — Франсиско Фернандес-Очоа.

## Состав сборной
Сборная страны состояла из 3 спортсменов, которые участвовали в одном виде спорта: горнолыжный спорт.
Сборную страны представляли 2 мужчин и 1 женщина:
мужчины:
- Франсиско Фернандес-Очоа
- Аурелио Гарсиа

женщины:
- Кончита Пуч

## Результаты

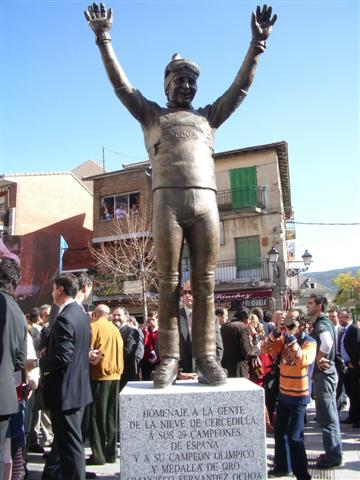
Памятник Франсиско Фернандесу Очоа в Мадриде

На зимних Олимпийских играх 1972 года сборная Испании участвовала в горнолыжном спорте в трёх видах: скоростной спуск, слалом, гигантский слалом.
Мужчины
Гигантский слалом
| Спортсмен                | 1 спуск           | 1 спуск           | 2 спуск           | 2 спуск           | Итог              | Итог              |
| Спортсмен                | Время             | Место             | Время             | Место             | Время             | Место             |
| ------------------------ | ----------------- | ----------------- | ----------------- | ----------------- | ----------------- | ----------------- |
| Франсиско Фернандес Очоа | дисквалифицирован | дисквалифицирован | дисквалифицирован | дисквалифицирован | дисквалифицирован | дисквалифицирован |
| Аурелио Гарсиа           | 1:37.28           | 27                | 1:42.45           | 25                | 3:19.73           | 25                |

Слалом
| Спортсмен                | Квалификация | Квалификация | Финал   | Финал | Финал   | Финал | Финал   | Финал |
| Спортсмен                | Время        | Место        | Время 1 | Место | Время 2 | Место | Итог    | Место |
| ------------------------ | ------------ | ------------ | ------- | ----- | ------- | ----- | ------- | ----- |
| Аурелио Гарсиа           | 1:43.39      | 1            | 57.61   | 14    | 55.51   | 14    | 1:53.12 | 12    |
| Франсиско Фернандес Очоа | —            | —            | 55.36   | 1     | 53.91   | 2     | 1:49.27 |       |

Женщины
| Спортсменка | Дисциплина        | Итог               | Итог               |
| Спортсменка | Дисциплина        | Время              | Место              |
| ----------- | ----------------- | ------------------ | ------------------ |
| Кончита Пуч | Скоростной спуск  | 1:42.37            | 29                 |
| Кончита Пуч | Гигантский слалом | дисквалифицирована | дисквалифицирована |
| Кончита Пуч | Слалом            | не финишировала    | не финишировала    |